# Евенкијски рејон
Евенкијски рејон или Евенкија (рус. Эвенкийский район), позната и по старом имену за мало ширу област — Тунгузија (рус. Тунгузия), општински је рејон у североисточном делу Краснојарске Покрајине. То је други највећи општински рејон у Русији (након Тајмирије).
Административни центар рејона је насеље Тура.

## Географија
Рејон заузима површину од 879.900 km² и окружен је следећим територијама:
- на северу: Тајмирија
- на западу: Туруханија
- на југу: Кежемски, Богучански, Мотигински и Северо-Јенисејски рејон, Краснојарске Покрајине
- на истоку је Јакутија и Иркутска област.

Цела територија Евенкије лежи на Средњосибирској висоравни. Клима је континентална. Јулска температура може да достигне +40°C, а у јануару -53°C (у административном центру Тури). Главне реке Евенкије су Доња Тунгуска, Поткамена Тунгуска, Чуња и Комуј. Највеће језеро је Јесеј.

## Историја
Евенкија је првобитно била насељена евенкијским племенима, које су Руси називали Тунгузи. Територија је припојена Русији половином XVII века.
Евеникија или Тунгузија (како се тад називала) постала је позната тек почетком ХХ века по чувеном паду метеорита. Наиме, 30. јуна 1908. догодио се пад небеског тела што је изазвало страховиту експлозију, која се чула хиљадама километара далеко. Сравњено је са земљом 2.150 km² тајге. Ни данас није потпуно разјашњена дилема да ли је реч о метеориту или комети. На месту удара у муљу мочваре пронађене су микроскопске куглице, такозване сферуле, чија је анализа показала висок степен никла и иридијума, који се у великим концентрацијама налазе у небеским телима. Руски научници сматрају да је највероватније реч о комети, небеском телу које се налази у путањи око Сунца.
Одлуком владе бившег Совјетског Савеза, Тунгузија је 1930. преименована у Евенкијски аутономни округ, да би након одржаног референдума од 17. априла 2005. била припојена Краснојарској Покрајини и преименована у Евенкијски рејон.